# Archidiecezja Campo Grande
Archidiecezja Campo Grande (łac. Archidioecesis Campi Grandis) – archidiecezja Kościoła rzymskokatolickiego w Brazylii. Należy do metropolii Campo Grande, wchodzi w skład regionu kościelnego Oeste 1. Została erygowana przez papieża Piusa XII bullą Inter gravissima w dniu 15 czerwca 1957. 
27 listopada 1978 papież Jan Paweł II utworzył metropolię Campo Grande podnosząc diecezję do rangi archidiecezji.

## Główne świątynie
- Archikatedra: Archikatedra Najświętszej Maryi Panny z Abbey i św. Antoniego w Campo Grande

## Biskupi diecezjalni
- Antônio Barbosa SDB (1958–1978 biskup, 1978–1986 arcybiskup)
- Vitório Pavanello SDB (1986–2011)
- Dimas Lara Barbosa (od 2011)